# Barisone II di Torres
Barisone II di Torres (... – Messina, ...; fl. XII secolo) fu Giudice di Torres dal 1153 al 1190 della casata Lacon-Gunale de Thori.

## Biografia
Era figlio di Gonario II che aveva seguito san Bernardo di Chiaravalle nel monastero di Clairvaux. L'ultimo documento nel quale compare, accanto a suo figlio Costantino II di Torres, è del 1190 Condaghe di Barisone II; subito dopo raggiunse Messina dove forse morì nell'ospedale di San Giovanni d'Oltremare (probabilmente S. Giovanni di Malta), che le fonti sarde esagerano dicendolo fondato dalla nonna Marcusa. A lui si devono le prime aperture verso i Genovesi e i Catalani tramite un'accorta politica matrimoniale.
La chiesa di San Giovanni divenne il centro della presenza dei Cavalieri di Malta dopo la cacciata da Rodi nel 1136, prima che si trasferissero definitivamente a Malta.